# Åtnetjejaureh (Vilhelmina socken, Lappland, 724619-144375)
Åtnetjejaureh är en sjö i Vilhelmina kommun i Lappland och ingår i Ångermanälvens huvudavrinningsområde. Sjön har en area på 0,0605 kvadratkilometer och ligger 669,3 meter över havet. Åtnetjejaureh ligger i Vardo- Laster- och Fjällfjällen Natura 2000-område.

## Delavrinningsområde
Åtnetjejaureh ingår i det delavrinningsområde (724618-144424) som SMHI kallar för Ovan 724505-144592. Medelhöjden är 725 meter över havet och ytan är 10,33 kvadratkilometer. Räknas de 5 avrinningsområdena uppströms in blir den ackumulerade arean 56,08 kvadratkilometer. Vojmån som avvattnar avrinningsområdet har biflödesordning 2, vilket innebär att vattnet flödar genom totalt 2 vattendrag innan det når havet efter 469 kilometer. Avrinningsområdet består mestadels av skog (68 procent) och kalfjäll (31 procent). Avrinningsområdet har 0,06 kvadratkilometer vattenytor vilket ger det en sjöprocent på 0,6 procent.